# Жест
Жестът (на латински: gestus – движение на част от тялото) е символично движение с тялото за невербално (без употреба на думи) общуване между хора.
Това движение е най-често с ръцете или главата, но също и с други части на тялото или с цялото тяло. Този вид движение и комуникация се нарича жестикулация.
Жестовете често могат да бъдат придружени от придавано изражение на лицето или мимика.
Съществува огромно количество литература, която описва знаците с тяло и тяхното значение. Трябва да се има предвид обаче, че при различни ситуации и в различни култури един и същ жест може да означава нещо различно. Така например кимането с глава означава съгласие в много страни, но в други (примерно в България) означава отрицание или отказ. Също така палецът на ръката, вдигнат нагоре е знак за „всичко е наред“, но в Гърция означава „замълчи“. Малките деца, когато искат нещо, обикновено тропат с крак. Някои видове жестове се считат за много груби и обидни.
Също така отделни социални или професионални групи от хора имат специфични за тях жестове и знаци. Например в това отношение е армията, където жестови сигнали могат да се използват за насочване при кацане и излитане на самолети и вeртолети. Жестове се използват в религиозните секти. Водолазите също така използват жестове под вода за да комуникират помежду си. Глухонемите общуват помежду си с жестов език, изцяло изграден на базата на жестове и съчетан с мимики. Пантомимата е вид театрално изкуство, чиито изразни средства са именно жестовете и мимиките.